# Rosa Santana
Rosa Angélica Santana Solís (* 25. Mai 1999 in San Pedro de Macorís) ist eine dominikanische Leichtathletin, die sich auf das Kugelstoßen spezialisiert hat und auch im Diskuswurf an den Start geht.

## Sportliche Laufbahn
Erste internationale Erfahrungen sammelte Rosa Santana im Jahr 2017, als sie bei den U20-Panamerikameisterschaften in Trujillo mit einer Weite von 13,83 m den sechsten Platz belegte. Im Jahr darauf schied sie bei den U20-Weltmeisterschaften in Tampere mit 14,13 m in der Qualifikationsrunde aus und 2021 siegte sie bei den erstmals ausgetragenen Panamerikanischen Juniorenspielen in Cali mit neuer Bestleistung von 17,45 m und brachte im Diskusbewerb keinen gültigen Versuch zustande. Im Jahr darauf gewann sie bei den Ibero-Amerikanischen Meisterschaften in La Nucia mit 17,60 m die Bronzemedaille hinter der Portugiesin Jéssica Inchude und María Belén Toimil und anschließend siegte sie mit 17,31 m bei den Juegos Bolivarianos in Valledupar. 2023 siegte sie mit 17,89 m bei den Zentralamerika- und Karibikspielen in San Salvador und gewann anschließend bei den Panamerikanischen Spielen in Santiago de Chile mit 17,99 m die Silbermedaille hinter der Kanadierin Sarah Mitton. Im Jahr darauf gelangte sie bei den Ibero-Amerikanischen Meisterschaften in Cuiabá mit 16,49 m auf Rang sieben.
2019 wurde Santana dominikanische Meisterin im Kugelstoßen.

## Persönliche Bestleistungen
- Kugelstoßen: 18,39 m, 8. April 2023 in San Diego
  - Kugelstoßen (Halle): 18,43 m, 11. März 2023 in Albuquerque (dominikanischer Rekord)
- Diskuswurf: 48,37 m, 7. April 2023 in San Diego